# Clolonel
Clolonel (Clownelijk Loslopend Nederlands Leger) is de Nederlandse versie van de linkse Britse actiegroep CIRCA (Clandestine Insurgent Rebel Clown Army). Deze in legerkleding uitgedoste clowns voeren actie tegen militarisme, de huidige globalisatie en kapitalisme met humor als enig strijdmiddel. Door letterlijk de clown uit te hangen, confronteert Clolonel politie en leger met geweldloos, niet-agressief protest in directe acties. Dit is meermalen effectief gebleken, omdat de politie en andere ordehandhavers er geen raad mee wisten. Zo bracht een protestactie bij de wapenbeurs Marelec op marinebasis Kattenburg, op 21 april 2006, de clowns tot ver op de basis, terwijl "klassieke" activisten een dag eerder geen voet over de poort hadden gekregen.